# Ibis obrovský
Ibis obrovský (Thaumatibis gigantea) je druh ibisa, který je jediným druhem rodu Thaumatibis. Obývá Vietnam, Laos a Kambodžu. Jedná se o kriticky ohrožený taxon, žije už jen 200 párů. Hlavním důvodem jeho mizení je odlesňování a vysoušení krajiny. Nebezpečím jsou pro něj také pytláci.
Je největším druhem ibisa, který je dlouhý 102–106 cm a váží přes čtyři kilogramy. Peří má šedohnědé zbarvení, zobák je žlutohnědý a nohy červené.
O jeho způsobu života se ví jen málo. Obývá především bažinaté nížinné lesy. Živí se obojživelníky, plazy, korýši, hmyzem a semeny rostlin. Ozývá se ráno a večer voláním a-leurk a-leurk. K hnízdění využívá dvojkřídláčovité stromy. Jeho vejce žere oviječ skvrnitý a charza žlutohrdlá.
V Kambodži byl ibis obrovský vyhlášen národním ptákem.